# Tarim (fleuve)
Pour les articles homonymes, voir Tarim.
Le Tarim est un fleuve sans embouchure traversant le désert du Taklamakan dans le sud du Xinjiang, une des cinq régions autonomes de République populaire de Chine. Il forme le bassin du Tarim.

## Généralités
Avant l'utilisation massive des eaux du Tarim pour irriguer des champs de coton, il aboutissait dans les marécages salés du Lob Nor, qui est maintenant asséché. Maintenant les eaux du fleuve parviennent épisodiquement jusqu'au lac Taitema, situé 160 km au sud-ouest du Lob Nor.
C'est la plus longue rivière endoréique de Chine avec un volume d'eau écoulé annuel de 4 à 6 milliards de mètres cubes. Son bassin est le lieu d'habitat d'environ 10 millions de Chinois ainsi que de différentes minorités ethniques dont des Ouïghours et des Mongols.
Le système Tarim-Yarkand est long d'environ 2 000 km, cependant le fleuve change souvent de lit, si bien que sa longueur varie d'une année sur l'autre.
La surface du bassin du Tarim est de 557 000 km2. Le lit dans lequel la rivière coule n'est pas fixe. Le débit du fleuve va en diminuant dans la partie inférieure de son cours en raison d'importantes pertes liées à une forte évaporation et au détournement de ses eaux pour les besoins de l'irrigation. La période d'étiage s'étend d'octobre à avril. La période des  hautes eaux s'étend de mai à septembre et résulte de la fonte des neiges dans les lointaines montagnes des monts Tian (Tian Shan) et de la cordillère du Kunlun (Kunlun Shan).
Les anciens Chinois pensaient que le Tarim était le cours supérieur du fleuve Jaune mais, au temps de l'ancienne dynastie Han, on savait déjà qu'il débouchait dans le Lob Nor.

## Affluents
Le Tarim se forme à la jonction des rivières Aksou, Yarkand et Hotan, cette dernière étant habituellement à sec, à 37 km en aval du point de confluence de la rivière Yarkand avec la rivière Kashgar. La rivière Aksou est le seul cours d'eau qui soit permanent toute l'année. Il est le plus important tributaire du Tarim, fournissant à lui seul 70 à 80 % du volume d'eau total.

## Climat du bassin du Tarim
Le bassin inférieur du Tarim est une plaine aride recouverte d'alluvions et de sédiments lacustres et bordée par d'imposantes chaînes de montagne. Il s'agit de la région la plus aride de l'Eurasie. Il est occupé en grande partie par le désert du Taklamakan, dont les sables couvrent une surface de 270 000 km2.
Les précipitations dans le bassin du Tarim sont sporadiques, voire nulles certaines années. Dans le désert du Taklamakan et dans le Lob Nor la hauteur annuelle des précipitations s'élève à 12 mm. Dans les zones de piémont la hauteur annuelle des précipitations varie entre 50 mm et 200 mm. Dans le massif des Tian Shan, qui bénéficie d'un climat nettement plus humide, cette hauteur dépasse les 500 mm. Les eaux du Tarim gèlent tous les ans de décembre à mars.

## Faune et flore du bassin du Tarim
La végétation dans le bassin du Tarim se concentre essentiellement le long du Tarim et de ses affluents. Là, en bordure des sables, poussent des arbustes et des arbres rabougris et plus particulièrement des armoises. Une forêt galerie constitué de peupliers borde directement la rivière.
Le Tarim est poissonneux et la vie animale est variée sur ses rives et dans le désert tout proche. La vallée et les lacs du Tarim constituent un point d'arrêt pour de nombreux oiseaux migrateurs qui profitent des ressources qu'offrent ces lieux pour y faire étape.